# Jerzy Wysłocki
Jerzy Janusz Wysłocki (ur. 22 października 1958 w Zawierciu) – polski uczony, specjalista w zakresie inżynierii materiałowej, profesor nauk technicznych, profesor zwyczajny Politechniki Częstochowskiej, prorektor tej uczelni w kadencji 2016–2020.

## Życiorys
W 1982 ukończył studia na Politechnice Częstochowskiej. Doktoryzował się w 1987 w Instytucie Fizyki PAN. Stopień naukowy doktora habilitowanego uzyskał w 1996 na Wydziale Metalurgii i Inżynierii Materiałowej Politechniki Częstochowskiej w oparciu o pracę Mechanizm koercji magnetycznie twardego anizotropowego stopu Fe-Al-C. Tytuł naukowy profesora nauk technicznych otrzymał 16 listopada 2004.
Zawodowo związany z Politechniką Częstochowską, na której doszedł do stanowiska profesora zwyczajnego (2006). W latach 2002–2005 był prodziekanem Wydziału Inżynierii Procesowej, Materiałowej i Fizyki Stosowanej. W kadencji 2016–2020 został wybrany na prorektora do spraw nauki Politechniki Częstochowskiej.
Specjalizuje się w fizyce ciała stałego, fizyce magnetyków i materiałach magnetycznych. Odbył staże w Instytucie Fizyki Northwestern University oraz w Institut für Werkstoffwissenschaften der Friedrich-Alexander-Universität Erlangen-Nürnberg (1990). Członek Polskiego Towarzystwa Fizycznego (był m.in. przewodniczącym oddziału częstochowskiego) oraz Polskiego Towarzystwa Materiałoznawczego.
Odznaczony m.in. Złotym Krzyżem Zasługi (2000) i Medalem Komisji Edukacji Narodowej (2007).
Syn prof. Bolesława Wysłockiego.